# 室內袋棍球
室內袋棍球（Box lacrosse 或 indoor lacrosse），是袋棍球運動的室內版本，主要流行於北美洲。該項運動起源於加拿大，在那裡已經比傳統的草地袋棍球更受到歡迎。比賽由兩支球隊各6位選手上場，一般直接使用冰上曲棍球的場地，只是未覆蓋冰而已。相對於草地袋棍球的室外開放性空間，此種室內封閉性場地常被稱為「盒子」。比賽的目的是使用一支手持的長袋棍來接球、運球及傳球，並儘可能將硬橡膠球猛投進入對方的球門。
當今世界最高水準的室內袋棍球競賽是加拿大袋棍球協會的高級A組（不列顚哥倫比亞袋棍球協會的西部袋棍球協會與安大略袋棍球協會的袋棍球主系列），以及美國的國家袋棍球聯盟（NLL）。
雖然國際袋棍球總會（FIL）擁有31個會員，但僅有8個國家有參與國際室內袋棍球競賽。至目前為止，只有加拿大、易洛魁聯盟及美國贏過 ILF 世界室內袋棍球錦標賽的前三名。

## 場地

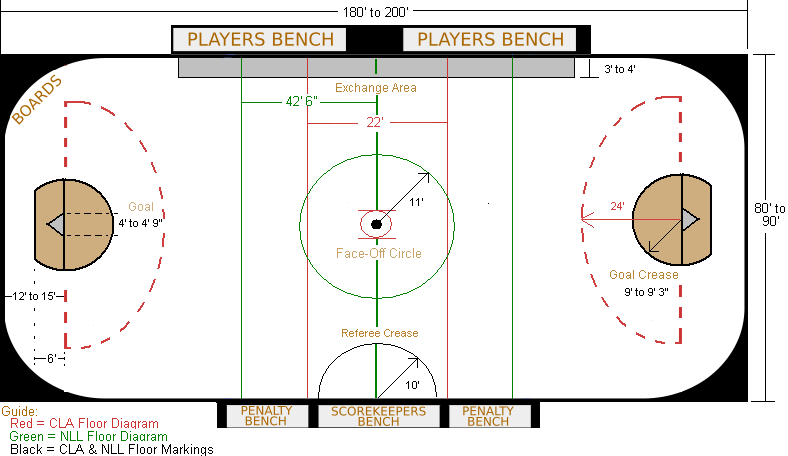

室內袋棍球場地與冰上曲棍球場地相同，只是地板沒有覆蓋一層冰而已。一般場地尺寸是180英尺（55）至200英尺（61）長、80英尺（24）至90英尺（27）寬。NLL 的場地是在冰上覆蓋人工草皮。有一些聯盟或球隊擁有自己的專用室內袋棍球場館（例如易洛魁），也會在地板上覆蓋與 NLL 一樣的人工草皮。
室內袋棍球球門尺寸傳統上為4英尺（1.2）寬、4英尺（1.2）高。在 NLL，尺寸稍為大一點而成為4英尺9英寸（1.45）寬、4英尺（1.2）高。門網尺寸明顯比草地袋棍球門網小一些，成為6英尺（1.8）寬、6英尺（1.8）高。

## 打架
由於雙方選手的肢體接觸過於頻繁，室內袋棍球也與冰上曲棍球一樣，常在比賽過程中發生打架行為。在加拿大袋棍球協會（CLA）的比賽裡，非法打架的選手會被處以出場5分鐘的懲罰；而在青年或俱樂部等級的袋棍球比賽裡，對打架選手施以開除和禁賽是典型的處罰方式。當爭吵發生時，違規者會被判出場，並再禁賽至少3場。

## 國際賽事
室內袋棍球是捷克共和國最流行的袋棍球版本。在澳大利亞，也有一些草地袋棍球選手偶而玩玩。在美國，俱樂部級袋棍球聯盟讓更多選手接觸這項運動，包括巴爾的摩室內袋棍球聯盟、費城室內袋棍球聯盟，以及大都會地區室內袋棍球聯盟。
第一個室內袋棍球世界錦標賽是「1980年國家賽」，於1980年7月在加拿大不列顚哥倫比亞的好幾個體育館共同舉行，參與的球隊分別代表美國、澳大利亞、加拿大東區、加拿大西區及易洛魁聯盟。冠軍賽在溫哥華的太平洋體育館舉行，加拿大西區代表隊（高貴林阿丹那克斯俱樂部）在電視轉播下擊敗易洛魁代表隊。這是歷史上美洲原住民首次在世界運動錦標賽中代表他們自己出賽。而在季軍戰裡，美國隊擊敗澳大利亞隊。
第二個室內袋棍球國際賽是在2003年舉行，首屆的世界室內袋棍球錦標賽有澳大利亞、加拿大、捷克共和國、易洛魁、蘇格蘭及美國等國家參加。2007年錦標賽有8個國家參加，也就是前屆隊伍再加上英格蘭與愛爾蘭。加拿大、易洛魁、美國在歷屆比賽都贏得前三名。

### 腳註
1. ↑   (PDF). Canadian Lacrosse Association.   [2008-11-04]. （原始内容 (PDF)存档于2009-03-04）.
2. 1 2   (PDF). NLL.com.   [2008-10-27]. （原始内容 (PDF)存档于2008-12-17）.
3. ↑  Hu, Winnie. . New York Times. July 13, 2007  [2008-10-31]. （原始内容存档于2009-04-24）.
4. ↑   (PDF). International Lacrosse Federation.   [2007-03-30]. （原始内容 (PDF)存档于2007-01-06）.
5. ↑  Vennum, p. 234-235
6. ↑  . EuropeanLacrosse.org.   [2008-10-28]. （原始内容存档于2008-10-09）.
7. ↑  . Williamstown Lacrosse Club.   [2008-11-06]. （原始内容存档于2009-02-13）.
8. ↑  . Baltimore Indoor Lacrosse League.   [2008-10-31]. （原始内容存档于2009-02-14）.
9. ↑  . PhillyBoxLacrosse.org.   [2008-10-31]. （原始内容存档于2008-10-06）.
10. ↑  . www.mabll.com.   [2010-04-04]. （原始内容存档于2009-02-20）.
11. ↑  Shillington, Stan. . AdanacLacrosse.com.   [2008-10-28]. （原始内容存档于2007-10-10）.
12. ↑  . Outsider's Guide.   [2008-11-04]. （原始内容存档于2009-02-15）.